# Podarok St Peterburg
Podarok St Peterburg ó Подарок Санкт-Петербургу es una variedad cultivar de ciruelo  de las denominadas "ciruelas rusas" (Prunus x rossica), un grupo único de híbridos complejos, que fue creado por criadores rusos y esta variedad es uno de sus representantes.Una variedad de ciruela obtenida en la región de Krasnodar por hibridación cruzada de Prunus salicina de maduración temprana x 'Pionerka ciruela cereza' antes de 1999. Las frutas con talla de fruto pequeño a mediano, de forma ovalados, color de piel principal es el amarillo, con cierto rubor anaranjado, con una capa cerosa que le da un sabor picante, y pulpa de color amarillo anaranjado, agridulce, de sabor satisfactorio. Tolera las zonas de rusticidad según el departamento USDA, de nivel I a III (IV).

## Sinonimia
- "Подарок Санкт-Петербургу",
- "Podarok Sankt Peterburgu",
- "Sliva Podarok Sankt Peterburgu",
- "Ciruela cereza Regalo a San Petersburgo",
- "Plum Gift to St. Petersburg".

## Historia
'Podarok St Peterburg' variedad de ciruela, un híbrido por el cruzamiento de Prunus salicina de maduración temprana x 'Pionerka ciruela cereza'. Se obtuvo a finales del siglo  XX  en 1999, en la región de Krasnodar.
'Podarok St Peterburg' es una de las denominadas "Prunus rossica", temprana, destinada principalmente a las zonas de cultivo de los países nórdicos con inviernos fríos y primavera inestable. Valioso por su adaptabilidad, alta resistencia a las heladas y muy buena resistencia a las enfermedades fúngicas.

## Características
'Podarok St Peterburg' árbol de tamaño mediano, con ramas colgantes. El principal tipo de formaciones frutales son las ramas en ramo. Florece a mediados de mayo florecientes son resistentes a las heladas leves.
'Podarok St Peterburg' tiene una talla de fruto pequeño a mediano que pesan entre de 12 a 20,0 g, ovalados con terminación en ligero pico apical. La cavidad peduncular es medianamente profunda y de ancho medio, el pedúnculo es medio y se separa fácilmente del fruto; la sutura ventral es moderadamente pronunciada. El color principal es el amarillo, cubierto de un cierto rubor anaranjado, con una capa cerosa picante. La piel no es áspera. La pulpa es de color amarillo anaranjado, con un delicado aroma afrutado, jugosa agridulce, de buen sabor.
El hueso es de tamaño mediano, semi adherido a la pulpa.
Su tiempo de recogida de cosecha se inicia en su maduración temprana a mediados de agosto. Rendimiento alto, estable y regular, inicio temprano. Resistencia a enfermedades y heladas alta.

## Usos
'Podarok St Peterburg' es una variedad para uso universal. Comienza a dar frutos a los 3 o 4 años después de plantarla como anual en el jardín. La productividad es alta y regular. Autofértil. La resistencia al invierno del árbol es muy alta y sus cogollos frutales son altos. No resistente a la intemperie. Moderadamente resistente a la kleasterosporiosis. Gravemente dañado por el devorador de semillas de Maslovsky.
Una buena ciruela de postre apto tanto para consumo fresco en mesa, como para procesados industriales y culinarios.